# Tatjana Angerer
Tatjana Angerer, slovenska biologinja in poljudna publicistka, * ok. 1932, Ljubljana.
Tatjana Angerer je po diplomi iz biologije dvajset let poučevala biologijo in kemijo v srednjih šolah. Bila je tudi urednica strokovnih naravoslovnih in medicinskih knjig.
Hkrati je tudi avtorica poljudnoznanstvenih knjig ter knjig, ki govorijo o rastlinah, o njihovi vlogi v našem vsakdanjem življenju in o njihovem pomenu za zdravje.